# Inka Unverzagt
Inka Unverzagt (verheiratete Ingeborg Schmitz-Unverzagt; * 18. April 1924 in Chemnitz; † 1. Oktober 2016 in Potsdam) war eine deutsche Ballerina, Ballettmeisterin, Choreografin und Tanzlehrerin. Sie war u. a. am Hans Otto Theater in Potsdam und für die DEFA tätig.

## Leben
Inka Unverzagt wurde 1924 als Tochter eines Komikers und einer Kostümnäherin in Chemnitz geboren. Auf Wunsch des Vaters erhielt sie im Alter von sechs Jahren ihren ersten Ballettunterricht. Außerdem wurde sie an Klavier und Akkordeon unterrichtet. Bald wurde sie Elevin am Chemnitzer Opernhaus, wo sie durch einen Kunstmäzen unterstützt wurde. Nach neun Jahren Ballettstudien legte sie 1939 am Leipziger Opernhaus ihre Abschlussprüfung ab.
Mit 15 Jahren wurde sie am Staatstheater Augsburg engagiert. Bis zum Kriegsende 1945 war sie dann als Solotänzerin am Stadttheater Zwickau tätig, wurde aber auch im sogenannten „Fronttheater“ verwendet. Seit dieser Zeit verwendete sie ihren Künstlernamen „Inka Unverzagt“.
1946 wurde sie Solotänzerin und jüngste Ballettmeisterin am Stadttheater Freiberg. Hier wurde 1947 Fritz Reuters Bearbeitung ihres Balletts Henrikje uraufgeführt. Von 1952 bis 1954 war sie am Volkstheater Rostock tätig, wo sie als Julia in Prokofjews Romeo und Julia ihre wichtigste Rolle hatte. 1954 wechselte sie an das Hans Otto Theater nach Potsdam. Dort war sie in Aufführungen von u. a. Aschenbrödel, Coppélia und Scheherazade eingebunden. 1955 choreografierte sie die Uraufführung der Singspiel-Operette Aus dem Regen in die Traufe von Paul Noack-Ihlenfeld und Rolf Zimmermann. Obwohl die Intendanten Ilse Rodenberg und Gerhard Meyer dem Ballett gegenüber sehr aufgeschlossen waren, wurde das Ensemble Mitte der 1960er Jahre aufgelöst. Danach war sie als freie Choreografin und Tänzerin bei der DEFA tätig, wo sie an 60 Produktionen mitwirkte. Unter anderem arbeitete sie mit dem Schauspieler Gojko Mitić zusammen. In den 1970er Jahren wurde sie für Musiktheaterinszenierungen erneut am Hans Otto Theater verpflichtet.
Darüber hinaus war sie Gastdozentin an der Filmhochschule Babelsberg, betreute 20 Jahre das Tanzensemble des Stahl- und Walzwerks Hennigsdorf und engagierte sich für das Kinderballett „Inka-Girls“. Nach einem Sturz musste sie in den 2000er Jahren ihre pädagogische Tätigkeit beenden.
Unverzagt war mit dem Schauspieler Willy Schmitz († 1987) verheiratet. Ab 1954 lebte sie in Potsdam. Hochbetagt verstarb sie 2016 im Evangelischen Seniorenzentrum Hasenheyer-Stift in Potsdam. Ihr Nachlass befindet sich im Bestand des Filmmuseums Potsdam.

## Filmografie (Auswahl)
- 1954/55: Rauschende Melodien (Darsteller)
- 1958: Der junge Engländer (Darsteller)
- 1964: Die goldene Gans (Choreografie)
- 1967/68: Spur des Falken (Choreografie)
- 1972/73: Das unsichtbare Visier – 1. Folge: Der römische Weg (Darsteller)
- 1972/73: Das unsichtbare Visier – 2. Folge: Das Nest im Urwald (Darsteller)
- 1972/73: Das unsichtbare Visier – 3. Folge: Das Wasserschloß (Darsteller)
- 1973/74: Für die Liebe noch zu mager? (Choreografie)
- 1974: Kit & Co (Choreografie)
- 1975: Till Eulenspiegel (Choreografie)
- 1976: Im Staub der Sterne (Choreografie)
- 1979/80: Die Verlobte (Darsteller)

## Schriften (Auswahl)
- Unverzagtes aus Potsdam und von anderswo. Gedichte. I. Unverzagt, Potsdam 2012.